# Villa del Loretino
La Villa del Loretino si trova in via del Loretino a Firenze, nei pressi di via Aretina.

## Storia e descrizione
Situata nel "popolo" di Sant'Andrea a Rovezzano, appartenne agli Stiozzi-Ridolfi, che vi impiantarono, per primi nella zona, i vitigni di aleatico.
La villa, che dà il nome anche alla strada, è così chiamata per la cappellina dedicata alla Madonna di Loreto, edificata nel 1640 e somigliante al modello della Santa Casa. 
Celebri sono i giardini all'italiana che circondano la villa, con viali verdi, laghetti, statue, boschetti e fontane. Fu citata da D'Annunzio in un componimento, vivendo egli nella vicinissima zona di Settignano, a villa La Capponcina.